# Edgwarebury Brook
Der Edgwarebury Brook ist ein Wasserlauf im London Borough of Barnet, England.
Er entsteht nahe Bury Farm an der Edgwarebury Lane. Er fließt in südlicher Richtung am westlichen Rand des Edgwarebury Park und dann unter dem Edgware Way und durch Edgware um hinter der Brook Avenue in den Deans Brook zu münden.
Der Edgwarebury Brook durchläuft drei Sites of Importance for Nature Conservation (SINC). Der erste Teil ist Edgwarebury Brook SINC dann folgt das Edgware Way Grassland und schließlich der Edgwarebury Park. Nachdem er den Edgware Way passiert hat, ist die Wasserqualität schlecht und er verläuft meist unterirdisch, daher ist er dort kein SINC.
Im Wasserlauf finden sich Pflanzen wie der Flutende Schwaden, Bachbungen und Wasserpfeffer.